# Ectinohoplia obducta
Ectinohoplia obducta är en skalbaggsart som beskrevs av Victor Ivanovitsch Motschulsky 1857. Ectinohoplia obducta ingår i släktet Ectinohoplia och familjen Melolonthidae. Inga underarter finns listade i Catalogue of Life.